# Giải bóng đá Ngoại hạng Bồ Đào Nha
Giải bóng đá Ngoại hạng Bồ Đào Nha (tiếng Bồ Đào Nha: Primeira Liga; phát âm tiếng Bồ Đào Nha: [pɾiˈmɐjɾɐ ˈliɣɐ]; tiếng Anh: Premier League), chính thức được gọi là Liga Portugal Betclic vì lý do tài trợ, là hạng đấu bóng đá chuyên nghiệp hàng đầu của hệ thống các giải bóng đá ở Bồ Đào Nha. Kể từ mùa giải 2014-15, giải bóng đá Ngoại hạng Bồ Đào Nha được diễn ra với 18 đội tham dự.
Được thành lập vào năm 1934 với giải đấu thử nghiệm tên là Campeonato da Liga da Primeira Divisão (Giải bóng đá vô địch hạng nhất Bồ Đào Nha), giải được chính thức hóa vào năm 1938 và được đặt tên Campeonato Nacional da Primeira Divisão (Giải bóng đá vô địch quốc gia Bồ Đào Nha) cho đến năm 1999 thì được đổi tên thành Primeira Liga (Giải bóng đá Ngoại hạng Bồ Đào Nha) như hiện nay. Hơn 70 đội đã thi đấu ở Primeira Liga nhưng chỉ có 5 đội lên ngôi vô địch. Trong số đó, ba đội "Big Three" – Benfica (38 chức vô địch), Porto (30) và Sporting CP (21) – đã giành được tất cả trừ hai chức vô địch Primeira Liga; những người chiến thắng khác là Belenenses (mùa 1945–46) và Boavista (mùa 2000–01).
Primeira Liga đã nâng cao danh tiếng của mình trong những năm gần đây, chiếm vị trí thứ sáu trong bảng xếp hạng giải đấu quốc gia của UEFA, tính đến năm 2021. Giải đã lọt vào top 5 lần đầu tiên vào mùa giải 2011–12, vượt qua Ligue 1 của Pháp, một trong "năm giải đấu lớn" lịch sử châu Âu, lần đầu tiên kể từ năm 1990. Primeira Liga cũng lọt vào vị trí thứ 4 thế giới theo bảng xếp hạng năm 2011 của IFFHS.

## Lịch sử
Trước cải cách bóng đá Bồ Đào Nha năm 1938, một giải đấu theo vòng tròn đã được tổ chức - Primeira Liga (giải Ngoại hạng) và đội chiến thắng trong giải đấu đó được vinh danh là "nhà vô địch Liên đoàn". Mặc dù vậy, một giải vô địch Bồ Đào Nha theo thể thức cúp loại trực tiếp là Giải vô địch Bồ Đào Nha được yêu thích và xác định nhiều nhất, mặc dù đội vô địch giải đấu này không còn được coi là nhà vô địch bóng đá Bồ Đào Nha.
Sau đó, với cuộc cải cách, một cuộc thi đấu vòng tròn được thực hiện như một giải đấu quan trọng nhất trong lịch và bắt đầu xác định nhà vô địch Bồ Đào Nha. Từ năm 1938 đến năm 1999, tên gọi Campeonato Nacional da Primeira Divisão (Giải vô địch quốc gia hạng nhất) hay đơn giản là Primeira Divisão (Giải hạng nhất) đã được sử dụng.
Porto đã giành chức vô địch giải đấu mới đầu tiên và bảo vệ thành công danh hiệu này ở mùa giải tiếp theo. Vào mùa 1939–40, giải đấu được mở rộng từ tám lên mười câu lạc bộ, do cuộc chiến hành chính giữa Porto và Académico do Porto, liên quan đến một trận đấu ở Giải vô địch khu vực kết thúc chỉ 43 phút sau khi bắt đầu và sau đó lặp lại (FC Porto đã thắng) theo quyết định của Porto FA. FPF đã đưa ra quyết định làm hài lòng cả hai câu lạc bộ, mở rộng giải vô địch lên 10 đội (một đội nữa từ Porto FA và một đội khác từ Setúbal FA) và hủy kết quả trận đấu lặp lại. Với quyết định này, FC Porto mất chức vô địch Khu vực và đứng ở vị trí thứ 3, Leixões SC trở thành nhà vô địch khu vực mới, trong khi Académico đứng thứ 2. Cả 3 đội đều đủ điều kiện tham dự Giải hạng nhất 1939–40.
Trong mùa giải 1941–42, người ta quyết định mở rộng giải vô địch từ tám lên mười đội để thừa nhận các nhà vô địch Braga FA và Algarve FA (cho đến mùa giải này chỉ có các đội hàng đầu từ Porto, Coimbra, Lisboa và Setúbal được thừa nhận). Porto lại kết thúc giải vô địch khu vực ở vị trí thứ ba, không được tham dự Primeira Liga. Tuy nhiên, việc mở rộng lần hai (từ 10 lên 12) trong cùng mùa giải đã được quyết định, cho phép câu lạc bộ tham gia.
Sau mùa giải 1945–46, hệ thống vòng loại dựa trên các giải vô địch khu vực đã bị bãi bỏ và áp dụng hệ thống kim tự tháp, với sự xuống hạng và thăng hạng giữa 3 hạng. Các câu lạc bộ ở Primeira División, Segunda División và Terceira División không còn phải thi đấu giải vô địch cấp quận trong cùng một mùa giải như họ đã thi đấu kể từ những mùa giải đầu tiên của Liga. Dưới đây là bản ghi đầy đủ về số đội đã thi đấu trong mỗi mùa giải trong suốt lịch sử giải đấu:
- 8 câu lạc bộ: 1934–1939
- 10 câu lạc bộ: 1939–1940
- 8 câu lạc bộ: 1940–1941
- 12 câu lạc bộ: 1941–1942
- 10 câu lạc bộ: 1942–1945
- 12 câu lạc bộ: 1945–1946
- 14 câu lạc bộ: 1946–1971
- 16 câu lạc bộ: 1971–1987
- 20 câu lạc bộ: 1987–1989
- 18 câu lạc bộ: 1989–1990
- 20 câu lạc bộ: 1990–1991
- 18 câu lạc bộ: 1991–2006
- 16 câu lạc bộ: 2006–2014
- 18 câu lạc bộ: 2014–nay

Khi Liên đoàn bóng đá chuyên nghiệp Bồ Đào Nha nắm quyền kiểm soát hai giải đấu quốc gia vào năm 1999, nó được đổi tên thành "Primeira Liga" (Giải Ngoại hạng).
| Mùa giải | Benfica | Porto | Sporting |
| -------- | ------- | ----- | -------- |
| 2013–14  | 1       | 3     | 2        |
| 2014–15  | 1       | 2     | 3        |
| 2015–16  | 1       | 3     | 2        |
| 2016–17  | 1       | 2     | 3        |
| 2017–18  | 2       | 1     | 3        |
| 2018–19  | 1       | 2     | 3        |
| 2019–20  | 2       | 1     | 4        |
| 2020–21  | 3       | 2     | 1        |
| 2021–22  | 3       | 1     | 2        |
| 2022–23  | 1       | 2     | 4        |
| 2023–24  | 2       | 3     | 1        |

### Big Three
"Bộ Ba Lớn" (tiếng Bồ Đào Nha: Os Três Grandes) là biệt danh của ba câu lạc bộ thể thao hùng mạnh nhất ở Bồ Đào Nha. Ngoại trừ Belenenses mùa giải 1945–46 và Boavista mùa giải 2000–01, chỉ có ba câu lạc bộ giành được chức vô địch Primeira Liga – Benfica (38 lần), Porto (30) và Sporting CP (20). Ba câu lạc bộ này thường chia nhau ba vị trí dẫn đầu (do đó, xuất hiện thường xuyên hơn trong các giải đấu của UEFA) và là những câu lạc bộ duy nhất đã chơi trong mọi mùa giải của giải đấu.
Những câu lạc bộ này thống trị bóng đá Bồ Đào Nha và việc người hâm mộ ủng hộ bất kỳ đội nào trong số này với tư cách là "câu lạc bộ đầu tiên" đã trở thành điển hình, và một đội địa phương có thể sẽ được yêu mến sau, nếu có. "Big Three" có tỷ lệ tham dự trung bình cao nhất mỗi mùa ở Bồ Đào Nha, trong khi nhiều đội khác, thiếu sự ủng hộ của người dân địa phương, đã phải chịu cảnh tham dự kém. Việc thiếu sự hỗ trợ cho các đội bóng địa phương được coi là một trong những lý do chính khiến Bóng đá Bồ Đào Nha lọt vào danh sách những đội có tỷ lệ tham dự kém nhất ở các giải vô địch hay nhất của Bóng đá Châu Âu, cùng với việc phát sóng hầu hết các trận đấu trên truyền hình. Trong các môn thể thao khác, sự cạnh tranh giữa các câu lạc bộ lớn cũng rất đáng kể và thường dẫn đến tranh cãi giữa người hâm mộ và cầu thủ.
Benfica là câu lạc bộ có nhiều danh hiệu vô địch quốc gia, cúp quốc gia và cúp liên đoàn nhất, cũng như nhiều danh hiệu quốc nội nhất (81) và tổng số danh hiệu giành được (83 hoặc 84, nếu tính cả Cúp Latin), bao gồm cả 2 trận liên tiếp ở giải cúp châu Âu. Porto là câu lạc bộ giành được nhiều Siêu cúp Bồ Đào Nha và danh hiệu quốc tế nhất (7). Sporting CP giữ vị trí thứ 3 khi giành được nhiều chức vô địch và cúp quốc gia. Benfica là câu lạc bộ Bồ Đào Nha duy nhất đã giành được hai danh hiệu Cúp C1/UEFA Champions League liên tiếp, lọt vào 10 trận chung kết cúp châu Âu: 7 Cúp C1 và 3 Cúp UEFA/Europa League, đồng thời là á quân ở 2 Cúp Liên lục địa. Porto là câu lạc bộ Bồ Đào Nha duy nhất kể từ năm 1987 vô địch bất kỳ giải đấu quốc tế nào (không bao gồm UEFA Intertoto Cup), giành được tổng cộng hai Cúp C1 châu Âu/UEFA Champions League, hai Cúp UEFA/Europa League, một Siêu cúp châu Âu và hai Cúp Liên lục địa và về nhì ở European Cup Winner's Cup và ba Siêu cúp UEFA. Sporting đã giành được một European Cup Winner's Cup và là á quân ở một Cúp UEFA. Ngoài "Big Three", Braga đã giành được UEFA Intertoto Cup gần đây nhất và là á quân ở một UEFA Europa League.
SC Braga đã về đích ở vị trí á quân một lần, thứ ba ba lần và thứ tư mười hai lần trong suốt 20 mùa giải vừa qua, chưa lọt vào danh sách "Big Three".

### Nhà tài trợ
Galp Energia giành được quyền đặt tên cho giải đấu vào năm 2002, đã đặt tên cho giải là SuperLiga GalpEnergia. Một thỏa thuận kéo dài 4 năm với nhà cá cược thể thao Áo bwin được công bố vào ngày 18 tháng 8 năm 2005 trong bối cảnh các cơ quan quản lý cờ bạc khác ở Bồ Đào Nha (Santa Casa da Misericórdia và Hiệp hội sòng bạc Bồ Đào Nha) thẩm vấn, những người tuyên bố nắm độc quyền đối với các trò chơi cờ bạc hợp pháp trên lãnh thổ quốc gia Bồ Đào Nha. Sau khi giữ tên Liga betandwin.com cho mùa giải 2005–06, tên này được đổi thành bwin LIGA vào tháng 7 năm 2006.
Từ mùa giải 2008–09 đến mùa giải 2009–10, giải đấu được đặt tên là Liga Sagres do được tài trợ từ bia Sagres. Năm 2010, họ gia hạn tài trợ từ Sagres nhưng cũng nhận được tài trợ từ ZON Multimédia. Giải đấu được đặt tên là Liga ZON Sagres cho đến mùa giải 2013–14 sau khi thỏa thuận tài trợ giữa Sagres, ZON (nay là NOS) và giải đấu kết thúc. Năm 2015, giải đấu được đặt tên là Liga NOS cho đến mùa giải 2020–21. Từ năm 2021 đến 2023, nó được gọi là Liga Portugal Bwin. Kể từ năm 2023, nó được gọi là Liga Portugal Betclic.
Tên tài trợ của các mùa giải
- 2002–2005: SuperLiga GalpEnergia
- 2005–2006: Liga betandwin.com
- 2006–2008: bwin LIGA
- 2008–2010: Liga Sagres
- 2010–2014: Liga ZON Sagres
- 2014–2021: Liga NOS
- 2021–2023: Liga Portugal Bwin
- 2023–nay: Liga Portugal Betclic

## Giải đấu

### Mùa giải 2024–25

#### Các câu lạc bộ
| Đội                  | Địa điểm               | Sân vận động                          | Sức chứa | Mùa giải 2023–24                    | Mùa giải đầu tiên ở Primeira Liga | Số mùa giải ở Primeira Liga | Mùa giải đầu tiên ở giai đoạn hiện tại | Số mùa giải ở giai đoạn hiện tại | Số danh hiệu | Danh hiệu gần nhất |
| -------------------- | ---------------------- | ------------------------------------- | -------- | ----------------------------------- | --------------------------------- | --------------------------- | -------------------------------------- | -------------------------------- | ------------ | ------------------ |
| Arouca               | Arouca                 | Arouca                                | 5.600    | thứ 7                               | 2013–14                           | 8                           | 2021–22                                | 4                                | 0            | -                  |
| AVS                  | Vila das Aves          | CD Aves                               | 8.560    | thứ 3 LP2 (thăng hạng qua play-off) | 2024–25                           | 1                           | 2024–25                                | 1                                | 0            | -                  |
| Benfica              | Lisbon                 | Ánh sáng                              | 64.642   | á quân                              | 1934–35                           | 91                          | 1934–35                                | 91                               | 38           | 2022–23            |
| Boavista             | Porto                  | Bessa                                 | 28.263   | thứ 15                              | 1935–36                           | 62                          | 2014–15                                | 11                               | 1            | 2000–01            |
| Braga                | Braga                  | Braga                                 | 30.286   | thứ 4                               | 1947–48                           | 69                          | 1975–76                                | 50                               | 0            | -                  |
| Casa Pia             | Lisbon                 | Nacional                              | 6.925    | thứ 9                               | 1938–39                           | 4                           | 2022–23                                | 3                                | 0            | -                  |
| Estoril              | Estoril                | António Coimbra da Mota               | 8.000    | thứ 13                              | 1944–45                           | 30                          | 2021–22                                | 4                                | 0            | -                  |
| Estrela da Amadora   | Amadora                | José Gomes                            | 9.288    | thứ 14                              | 1988–89                           | 17                          | 2023–24                                | 2                                | 0            | -                  |
| Famalicão            | Vila Nova de Famalicão | 22 de Junho                           | 5.305    | thứ 8                               | 1946–47                           | 11                          | 2019–20                                | 6                                | 0            | -                  |
| Farense              | Faro                   | São Luís                              | 7.000    | thứ 10                              | 1970–71                           | 25                          | 2023–24                                | 2                                | 0            | -                  |
| Gil Vicente          | Barcelos               | Cidade de Barcelos                    | 12.046   | thứ 12                              | 1990–91                           | 23                          | 2019–20                                | 6                                | 0            | -                  |
| Moreirense           | Moreira de Cónegos     | Comendador Joaquim de Almeida Freitas | 6.153    | thứ 6                               | 2002–03                           | 13                          | 2023–24                                | 2                                | 0            | -                  |
| Nacional             | Funchal                | Madeira                               | 5.200    | Á quân LP2 (thăng hạng)             | 1988–89                           | 21                          | 2024–25                                | 1                                | 0            | -                  |
| Porto                | Porto                  | Dragão                                | 50.033   | thứ 3                               | 1934–35                           | 91                          | 1934–35                                | 91                               | 30           | 2021–22            |
| Rio Ave              | Vila do Conde          | Arcos                                 | 5.300    | thứ 11                              | 1979–80                           | 30                          | 2022–23                                | 3                                | 0            | -                  |
| Santa Clara          | Ponta Delgada          | São Miguel                            | 13.277   | Vô địch LP2 (thăng hạng)            | 1999–2000                         | 9                           | 2024–25                                | 1                                | 0            | -                  |
| Sporting CP          | Lisbon                 | José Alvalade                         | 50.095   | vô địch                             | 1934–35                           | 91                          | 1934–35                                | 91                               | 20           | 2023–24            |
| Vitória de Guimarães | Guimarães              | D. Afonso Henriques                   | 30.029   | thứ 5                               | 1941–42                           | 80                          | 2007–08                                | 18                               | 0            | -                  |

## Danh sách các đội vô địch và vua phá lưới
|                                                                   | 1934–35   | Porto            | 22 | Sporting CP       | 20 | 8  | 14 | 2 | Manuel Soeiro                     | Sporting CP            | 14 |
|                                                                   | 1935–36   | Benfica          | 21 | Porto             | 20 | 8  | 14 | 2 | Pinga                             | Porto                  | 21 |
|                                                                   | 1936–37   | Benfica (2)      | 24 | Belenenses        | 23 | 8  | 14 | 2 | Manuel Soeiro                     | Sporting CP            | 24 |
|                                                                   | 1937–38   | Benfica (3)      | 23 | Porto             | 23 | 8  | 14 | 2 | Fernando Peyroteo                 | Sporting CP            | 34 |
| Giải hạng nhất quốc gia (Campeonato Nacional da Primeira Divisão) |           |                  |    |                   |    |    |    |   |                                   |                        |    |
|                                                                   | 1938–39   | Porto (2)        | 23 | Sporting CP       | 22 | 8  | 14 | 2 | Costuras                          | Porto                  | 18 |
|                                                                   | 1939–40   | Porto (3)        | 34 | Sporting CP       | 32 | 10 | 18 | 2 | Fernando Peyroteo Slavkoo Kordnya | Sporting CP Porto      | 29 |
|                                                                   | 1940–41   | Sporting CP      | 23 | Porto             | 20 | 8  | 14 | 2 | Fernando Peyroteo                 | Sporting CP            | 29 |
|                                                                   | 1941–42   | Benfica (4)      | 38 | Sporting CP       | 34 | 12 | 22 | 2 | Correia Dias                      | Porto                  | 36 |
|                                                                   | 1942–43   | Benfica (5)      | 30 | Sporting CP       | 29 | 10 | 18 | 2 | Julinho                           | Benfica                | 24 |
|                                                                   | 1943–44   | Sporting CP (2)  | 31 | Benfica           | 26 | 10 | 18 | 2 | Francisco Rodrigues               | Vitória F.C. (Setúbal) | 28 |
|                                                                   | 1944–45   | Benfica (6)      | 30 | Sporting CP       | 27 | 10 | 18 | 2 | Francisco Rodrigues               | Vitória Setúbal        | 21 |
|                                                                   | 1945–46   | Belenenses       | 38 | Benfica           | 37 | 12 | 22 | 2 | Fernando Peyroteo                 | Sporting CP            | 37 |
|                                                                   | 1946–47   | Sporting CP (3)  | 47 | Benfica           | 41 | 14 | 26 | 2 | Fernando Peyroteo                 | Sporting CP            | 43 |
|                                                                   | 1947–48   | Sporting CP (4)  | 41 | Benfica           | 41 | 14 | 26 | 2 | António Araújo                    | Porto                  | 36 |
|                                                                   | 1948–49   | Sporting CP (5)  | 42 | Benfica           | 37 | 14 | 26 | 2 | Fernando Peyroteo                 | Sporting CP            | 40 |
|                                                                   | 1949–50   | Benfica (7)      | 45 | Sporting CP       | 39 | 14 | 26 | 2 | Julinho                           | Benfica                | 28 |
|                                                                   | 1950–51   | Sporting CP (6)  | 45 | Porto             | 34 | 14 | 26 | 2 | Manuel Vasques                    | Sporting CP            | 29 |
|                                                                   | 1951–52   | Sporting CP (7)  | 41 | Benfica           | 40 | 14 | 26 | 2 | José Águas                        | Benfica                | 28 |
|                                                                   | 1952–53   | Sporting CP (8)  | 43 | Benfica           | 39 | 14 | 26 | 2 | Matateu                           | Belenenses             | 29 |
|                                                                   | 1953–54   | Sporting CP (9)  | 43 | Porto             | 36 | 14 | 26 | 2 | João Martins                      | Sporting CP            | 31 |
|                                                                   | 1954–55   | Benfica (8)      | 39 | Belenenses        | 39 | 14 | 26 | 2 | Matateu                           | Belenenses             | 32 |
|                                                                   | 1955–56   | Porto (4)        | 43 | Benfica           | 43 | 14 | 26 | 2 | José Águas                        | Benfica                | 28 |
|                                                                   | 1956–57   | Benfica (9)      | 41 | Porto             | 40 | 14 | 26 | 2 | José Águas                        | Benfica                | 30 |
|                                                                   | 1957–58   | Sporting CP (10) | 43 | Porto             | 43 | 14 | 26 | 2 | Arsénio Duarte                    | G.D. CUF               | 23 |
|                                                                   | 1958–59   | Porto (5)        | 41 | Benfica           | 41 | 14 | 26 | 2 | José Águas                        | Benfica                | 26 |
|                                                                   | 1959–60   | Benfica (10)     | 45 | Sporting CP       | 43 | 14 | 26 | 2 | Edmur Ribeiro                     | Vitória Guimarães      | 25 |
|                                                                   | 1960–61   | Benfica (11)     | 46 | Sporting CP       | 42 | 14 | 26 | 2 | José Águas                        | Benfica                | 27 |
|                                                                   | 1961–62   | Sporting CP (11) | 43 | Porto             | 41 | 14 | 26 | 2 | Veríssimo                         | Porto                  | 23 |
|                                                                   | 1962–63   | Benfica (12)     | 48 | Porto             | 42 | 14 | 26 | 2 | José Augusto Torres               | Benfica                | 26 |
|                                                                   | 1963–64   | Benfica (13)     | 46 | Porto             | 40 | 14 | 26 | 2 | Eusébio                           | Benfica                | 28 |
|                                                                   | 1964–65   | Benfica (14)     | 43 | Porto             | 37 | 14 | 26 | 2 | Eusébio                           | Benfica                | 28 |
|                                                                   | 1965–66   | Sporting CP (12) | 42 | Benfica           | 41 | 14 | 26 | 2 | Eusébio Ernesto Figueiredo        | Benfica Sporting CP    | 25 |
|                                                                   | 1966–67   | Benfica (15)     | 43 | Académica Coimbra | 40 | 14 | 26 | 2 | Eusébio                           | Benfica                | 31 |
|                                                                   | 1967–68   | Benfica (16)     | 41 | Sporting CP       | 37 | 14 | 26 | 2 | Eusébio                           | Benfica                | 42 |
|                                                                   | 1968–69   | Benfica (17)     | 39 | Porto             | 37 | 14 | 26 | 2 | Manuel António                    | Académica Coimbra      | 19 |
|                                                                   | 1969–70   | Sporting CP (13) | 46 | Benfica           | 38 | 14 | 26 | 2 | Eusébio                           | Benfica                | 20 |
|                                                                   | 1970–71   | Benfica (18)     | 41 | Sporting CP       | 38 | 14 | 26 | 2 | Artur Jorge                       | Benfica                | 23 |
|                                                                   | 1971–72   | Benfica (19)     | 55 | Vitória Setúbal   | 45 | 16 | 30 | 2 | Artur Jorge                       | Benfica                | 27 |
|                                                                   | 1972–73   | Benfica (20)     | 58 | Belenenses        | 40 | 16 | 30 | 2 | Eusébio                           | Benfica                | 40 |
|                                                                   | 1973–74   | Sporting CP (14) | 49 | Benfica           | 47 | 16 | 30 | 2 | Yazalde                           | Sporting CP            | 46 |
|                                                                   | 1974–75   | Benfica (21)     | 49 | Porto             | 44 | 16 | 30 | 2 | Yazalde                           | Sporting CP            | 30 |
|                                                                   | 1975–76   | Benfica (22)     | 50 | Boavista          | 48 | 16 | 30 | 2 | Rui Jordão                        | Benfica                | 30 |
|                                                                   | 1976–77   | Benfica (23)     | 51 | Sporting CP       | 42 | 16 | 30 | 2 | Fernando Gomes                    | Porto                  | 26 |
|                                                                   | 1977–78   | Porto (6)        | 51 | Benfica           | 51 | 16 | 30 | 2 | Fernando Gomes                    | Porto                  | 25 |
|                                                                   | 1978–79   | Porto (7)        | 50 | Benfica           | 49 | 16 | 30 | 2 | Fernando Gomes                    | Porto                  | 27 |
|                                                                   | 1979–80   | Sporting CP (15) | 52 | Porto             | 50 | 16 | 30 | 2 | Rui Jordão                        | Sporting CP            | 31 |
|                                                                   | 1980–81   | Benfica (24)     | 50 | Porto             | 48 | 16 | 30 | 2 | Nené                              | Benfica                | 20 |
|                                                                   | 1981–82   | Sporting CP (16) | 46 | Benfica           | 44 | 16 | 30 | 2 | Jacques Pereira                   | Porto                  | 27 |
|                                                                   | 1982–83   | Benfica (25)     | 51 | Porto             | 47 | 16 | 30 | 2 | Fernando Gomes                    | Porto                  | 36 |
|                                                                   | 1983–84   | Benfica (26)     | 52 | Porto             | 49 | 16 | 30 | 2 | Fernando Gomes Nené               | Porto Benfica          | 21 |
|                                                                   | 1984–85   | Porto (8)        | 55 | Sporting CP       | 47 | 16 | 30 | 2 | Fernando Gomes                    | Porto                  | 39 |
|                                                                   | 1985–86   | Porto (9)        | 49 | Benfica           | 47 | 16 | 30 | 2 | Manuel Fernandes                  | Sporting CP            | 30 |
|                                                                   | 1986–87   | Benfica (27)     | 48 | Porto             | 46 | 16 | 30 | 2 | Paulinho Cascavel                 | Vitória Guimarães      | 22 |
|                                                                   | 1987–88   | Porto (10)       | 66 | Benfica           | 51 | 20 | 38 | 2 | Paulinho Cascavel                 | Sporting CP            | 23 |
|                                                                   | 1988–89   | Benfica (28)     | 63 | Porto             | 56 | 20 | 38 | 2 | Vata                              | Benfica                | 16 |
|                                                                   | 1989–90   | Porto (11)       | 59 | Benfica           | 55 | 18 | 34 | 2 | Mats Magnusson                    | Benfica                | 33 |
|                                                                   | 1990–91   | Benfica (29)     | 69 | Porto             | 67 | 20 | 38 | 2 | Rui Águas                         | Benfica                | 25 |
|                                                                   | 1991–92   | Porto (12)       | 56 | Benfica           | 46 | 18 | 34 | 2 | Ricky                             | Boavista               | 30 |
|                                                                   | 1992–93   | Porto (13)       | 54 | Benfica           | 52 | 18 | 34 | 2 | Jorge Cadete                      | Sporting CP            | 18 |
|                                                                   | 1993–94   | Benfica (30)     | 54 | Porto             | 52 | 18 | 34 | 2 | Rashidi Yekini                    | Vitória Setúbal        | 21 |
|                                                                   | 1994–95   | Porto (14)       | 62 | Sporting CP       | 53 | 18 | 34 | 2 | Hassan Nader                      | Farense                | 21 |
|                                                                   | 1995–96   | Porto (15)       | 84 | Benfica           | 73 | 18 | 34 | 3 | Domingos                          | Porto                  | 25 |
|                                                                   | 1996–97   | Porto (16)       | 85 | Sporting CP       | 72 | 18 | 34 | 3 | Mário Jardel                      | Porto                  | 30 |
|                                                                   | 1997–98   | Porto (17)       | 77 | Benfica           | 68 | 18 | 34 | 3 | Mário Jardel                      | Porto                  | 26 |
|                                                                   | 1998–99   | Porto (18)       | 79 | Boavista          | 71 | 18 | 34 | 3 | Mário Jardel                      | Porto                  | 36 |
| Primeira Liga                                                     |           |                  |    |                   |    |    |    |   |                                   |                        |    |
|                                                                   | 1999–2000 | Sporting CP (17) | 77 | Porto             | 73 | 18 | 34 | 3 | Mário Jardel                      | Porto                  | 37 |
|                                                                   | 2000–01   | Boavista         | 77 | Porto             | 76 | 18 | 34 | 3 | Renivaldo Pena                    | Porto                  | 22 |
|                                                                   | 2001–02   | Sporting CP (18) | 75 | Boavista          | 70 | 18 | 34 | 3 | Mário Jardel                      | Sporting CP            | 42 |
|                                                                   | 2002–03   | Porto (19)       | 86 | Benfica           | 75 | 18 | 34 | 3 | Fary Faye Simão                   | Beira-Mar Benfica      | 18 |
|                                                                   | 2003–04   | Porto (20)       | 82 | Benfica           | 74 | 18 | 34 | 3 | Benni McCarthy                    | Porto                  | 20 |
|                                                                   | 2004–05   | Benfica (31)     | 65 | Porto             | 62 | 18 | 34 | 3 | Liedson                           | Sporting CP            | 25 |
|                                                                   | 2005–06   | Porto (21)       | 79 | Sporting CP       | 72 | 18 | 34 | 3 | Meyong                            | Belenenses             | 17 |
|                                                                   | 2006–07   | Porto (22)       | 69 | Sporting CP       | 68 | 16 | 30 | 3 | Liedson                           | Sporting CP            | 15 |
|                                                                   | 2007–08   | Porto (23)       | 69 | Sporting CP       | 55 | 16 | 30 | 3 | Lisandro Lopez                    | Porto                  | 24 |
|                                                                   | 2008–09   | Porto (24)       | 70 | Sporting CP       | 66 | 16 | 30 | 3 | Nenê                              | C.D. Nacional          | 20 |
|                                                                   | 2009–10   | Benfica (32)     | 76 | Sporting Braga    | 71 | 16 | 30 | 3 | Óscar Cardozo                     | Benfica                | 26 |
|                                                                   | 2010–11   | Porto (25)       | 84 | Benfica           | 63 | 16 | 30 | 3 | Hulk                              | Porto                  | 23 |
|                                                                   | 2011–12   | Porto (26)       | 75 | Benfica           | 69 | 16 | 30 | 3 | Óscar Cardozo                     | Benfica                | 20 |
|                                                                   | 2012-13   | Porto (27)       | 78 | Benfica           | 77 | 16 | 30 | 3 | Jackson Martinez                  | Porto                  | 26 |
|                                                                   | 2013–14   | Benfica (33)     | 74 | Sporting CP       | 67 | 16 | 30 | 3 | Jackson Martinez                  | Porto                  | 20 |
|                                                                   | 2014–15   | Benfica (34)     | 85 | FC Porto          | 82 | 18 | 34 | 3 | Jackson Martinez                  | Porto                  | 21 |
|                                                                   | 2015–16   | Benfica (35)     | 88 | Sporting CP       | 86 | 18 | 34 | 3 | Jonas                             | Benfica                | 32 |
|                                                                   | 2016–17   | Benfica (36)     | 82 | FC Porto          | 76 | 18 | 34 | 3 | Bas Dost                          | Sporting CP            | 34 |
|                                                                   | 2017-18   | Porto (28)       | 88 | Benfica           | 81 | 18 | 34 | 3 | Jonas                             | Benfica                | 34 |
|                                                                   | 2018-19   | Benfica (37)     | 87 | FC Porto          | 85 | 18 | 34 | 3 | Haris Seferovic                   | Benfica                | 23 |
|                                                                   | 2019-20   | Porto (29)       | 82 | Benfica           | 77 | 18 | 34 | 3 | Carlos Vinícius                   | Benfica                | 18 |
|                                                                   | 2020-21   | Sporting CP (19) | 85 | FC Porto          | 80 | 18 | 34 | 3 | Pedro Golcaves                    | Sporting CP            | 23 |
|                                                                   | 2021-22   | Porto (30)       | 91 | Benfica           | 85 | 18 | 34 | 3 | Darwin Núñez                      | Benfica                | 26 |
|                                                                   | 2022–23   | Benfica (38)     | 87 | FC Porto          | 85 | 18 | 34 | 3 | Mehdi Taremi                      | FC Porto               | 22 |
|                                                                   | 2023-24   | Sporting CP (20) | 90 | Benfica           | 80 | 18 | 34 | 3 | Viktor Gyökeres                   | Sporting CP            | 29 |
|                                                                   | 2024-25   | Sporting CP (21) | 82 | Benfica           | 80 | 18 | 34 | 3 | Viktor Gyökeres                   | Sporting CP            | 39 |

### Thống kê theo câu lạc bộ
| Câu lạc bộ        | Vô địch | Á quân | Năm vô địch và á quân |
| Benfica           | 38      | 31     | 1936, 1937, 1938, 1942, 1943, 1944, 1945, 1946, 1947, 1948, 1949, 1950, 1952, 1953, 1955, 1956, 1957, 1959, 1960, 1961, 1963, 1964, 1965, 1966, 1967, 1968, 1969, 1970, 1971, 1972, 1973, 1974, 1975, 1976, 1977, 1978, 1979, 1981, 1982, 1983, 1984, 1986, 1987, 1988, 1989, 1990, 1991, 1992, 1993, 1994, 1996, 1998, 2003, 2004, 2005, 2010, 2011, 2012, 2013, 2014, 2015, 2016, 2017, 2018, 2019, 2020, 2023, 2024, 2025 |
| Porto             | 30      | 29     | 1935, 1936, 1938, 1939, 1940, 1941, 1951, 1954, 1956, 1957, 1958, 1959, 1962, 1963, 1964, 1965, 1969, 1975, 1978, 1979, 1980, 1981, 1983, 1984, 1985, 1986, 1987, 1988, 1989, 1990, 1991, 1992, 1993, 1994, 1995, 1996, 1997, 1998, 1999, 2000, 2001, 2003, 2004, 2005, 2006, 2007, 2008, 2009, 2011, 2012, 2013, 2015, 2017, 2018, 2019, 2020, 2021, 2022, 2023                                                             |
| Sporting CP       | 21      | 22     | 1935, 1939, 1940, 1941, 1942, 1943, 1944, 1945, 1947, 1948, 1949, 1950, 1951, 1952, 1953, 1954, 1958, 1960, 1961, 1962, 1966, 1968, 1970, 1971, 1974, 1977, 1980, 1982, 1985, 1995, 1997, 2000, 2002, 2006, 2007, 2008, 2009, 2014, 2016, 2021, 2022, 2024, 2025 |
| Belenenses        | 1       | 3      | 1937, 1946, 1955, 1973 |
| Boavista          | 1       | 3      | 1976, 1999, 2001, 2002 |
| Académica Coimbra | -       | 1      | 1967 |
| Vitória Setúbal   | -       | 1      | 1972 |
| Sporting Braga    | -       | 1      | 2010 |

## Thống kê

### Thành tích câu lạc bộ
Tất cả các nhà vô địch Primeira Liga đều đến từ Lisbon hoặc Porto.
| Câu lạc bộ         | Vô địch | Á quân | Mùa giải vô địch | Mùa giải á quân |
| ------------------ | ------- | ------ | --- | --- |
| Benfica            | 38      | 31     | 1935–36, 1936–37, 1937–38, 1941–42, 1942–43, 1944–45, 1949–50, 1954–55, 1956–57, 1959–60, 1960–61, 1962–63, 1963–64, 1964–65, 1966–67, 1967–68, 1968–69, 1970–71, 1971–72, 1972–73, 1974–75, 1975–76, 1976–77, 1980–81, 1982–83, 1983–84, 1986–87, 1988–89, 1990–91, 1993–94, 2004–05, 2009–10, 2013–14, 2014–15, 2015–16, 2016–17, 2018–19, 2022–23 | 1943–44, 1945–46, 1946–47, 1947–48, 1948–49, 1951–52, 1952–53, 1955–56, 1958–59, 1965–66, 1969–70, 1973–74, 1977–78, 1978–79, 1981–82, 1985–86, 1987–88, 1989–90, 1991–92, 1992–93, 1995–96, 1997–98, 2002–03, 2003–04, 2010–11, 2011–12, 2012–13, 2017–18, 2019–20, 2023–24, 2024–25 |
| Porto              | 30      | 29     | 1934–35, 1938–39, 1939–40, 1955–56, 1958–59, 1977–78, 1978–79, 1984–85, 1985–86, 1987–88, 1989–90, 1991–92, 1992–93, 1994–95, 1995–96, 1996–97, 1997–98, 1998–99, 2002–03, 2003–04, 2005–06, 2006–07, 2007–08, 2008–09, 2010–11, 2011–12, 2012–13, 2017–18, 2019–20, 2021–22                                                                         | 1935–36, 1937–38, 1940–41, 1950–51, 1953–54, 1956–57, 1957–58, 1961–62, 1962–63, 1963–64, 1964–65, 1968–69, 1974–75, 1979–80, 1980–81, 1982–83, 1983–84, 1986–87, 1988–89, 1990–91, 1993–94, 1999–2000, 2000–01, 2004–05, 2014–15, 2016–17, 2018–19, 2020–21, 2022–23                 |
| Sporting CP        | 21      | 22     | 1940–41, 1943–44, 1946–47, 1947–48, 1948–49, 1950–51, 1951–52, 1952–53, 1953–54, 1957–58, 1961–62, 1965–66, 1969–70, 1973–74, 1979–80, 1981–82, 1999–2000, 2001–02, 2020–21, 2023–24, 2024–25 | 1934–35, 1938–39, 1939–40, 1941–42, 1942–43, 1944–45, 1949–50, 1959–60, 1960–61, 1967–68, 1970–71, 1976–77, 1984–85, 1994–95, 1996–97, 2005–06, 2006–07, 2007–08, 2008–09, 2013–14, 2015–16, 2021–22                                                                                  |
| Belenenses         | 1       | 3      | 1945–46 | 1936–37, 1954–55, 1972–73 |
| Boavista           | 1       | 3      | 2000–01 | 1975–76, 1998–99, 2001–02 |
| Académica          | 0       | 1      | — | 1966–67 |
| Vitória de Setúbal | 0       | 1      | — | 1971–72 |
| Braga              | 0       | 1      | — | 2009–10 |

### Thi đấu nhiều nhất[14]
| Hạng | Cầu thủ           | Số trận thi đấu |
| ---- | ----------------- | --------------- |
| 1    | Manuel Fernandes  | 486             |
| 2    | António Sousa     | 484             |
| 3    | João Vieira Pinto | 476             |
| 4    | Dinis Vital       | 442             |
| 5    | António Veloso    | 437             |
| 6    | Nené              | 422             |
| 6    | Manuel Bento      | 422             |
| 8    | Vítor Damas       | 416             |
| 9    | João Pinto        | 408             |
| 10   | Vítor Baía        | 406             |

### Ghi bàn nhiều nhất
| Hạng | Cầu thủ           | Số bàn thắng | Số trận | Tỷ lệ | Giai đoạn | Đội (bàn thắng/trận)                                         |
| ---- | ----------------- | ------------ | ------- | ----- | --------- | ------------------------------------------------------------ |
| 1    | Fernando Peyroteo | 332          | 197     | 1,69  | 1937–1949 | Sporting                                                     |
| 2    | Eusébio           | 320          | 313     | 1,02  | 1960–1977 | Benfica (317/301), Beira-Mar (3/12)                          |
| 3    | Fernando Gomes    | 319          | 404     | 0,79  | 1974–1991 | Porto (288/341), Sporting (31/63)                            |
| 4    | José Águas        | 281          | 291     | 0,97  | 1950–1963 | Benfica                                                      |
| 5    | Nené              | 262          | 422     | 0,62  | 1968–1986 | Benfica                                                      |
| 6    | Manuel Fernandes  | 243          | 486     | 0,5   | 1970–1988 | CUF (36/132), Sporting (191/326), Vitória Setúbal (16/28)    |
| 7    | Matateu           | 219          | 291     | 0,75  | 1951–1967 | Belenenses (210/270), Atlético (9/21)                        |
| 8    | José Torres       | 218          | 378     | 0,58  | 1959–1980 | Benfica (151/172), Vitória Setúbal (53/96), Estoril (14/110) |
| 9    | Arsénio           | 215          | 313     | 0,69  | 1943–1959 | Benfica (155/224), CUF (60/89)                               |
| 10   | Rui Jordão        | 213          | 358     | 0,59  | 1971–1989 | Benfica (63/91), Sporting (138/207), Vitória Setúbal (12/60) |